# Championnats de Russie de cyclisme sur route
Les championnats de Russie de cyclisme sur route sont les championnats nationaux de cyclisme sur route de Russie, organisés par la Fédération russe de cyclisme. Ils existent depuis 1992.

## Évolution historique de l'organisation
Ces championnats professionnels ont été créés en 1992. Auparavant, les coureurs russes participaient aux Championnats d'Union soviétique de cyclisme.
Le maillot distinctif est blanc, bleu et rouge.

## Hommes

### Podiums de la course en ligne
| Année | Vainqueur            | Deuxième              | Troisième             |
| ----- | -------------------- | --------------------- | --------------------- |
| 1992  | Assiat Saitov        | Dimitri Konyshev      | Alexandre Timofeev    |
| 1993  | Dimitri Konyshev     | Assiat Saitov         | Viatcheslav Ekimov    |
| 1994  | Romes Gainetdinov    | Alsar Gorgos          | Alexei Botchkov       |
| 1995  | Assiat Saitov        | Viatcheslav Djavanian | Andrei Zintchenko     |
| 1996  | Vassili Davidenko    | Dimitri Sedun         | Dimitri Konyshev      |
| 1997  | Viatcheslav Ekimov   | Sergei Uslamin        | Alexander Gontchenkov |
| 1998  | Sergueï Ivanov       | Piotr Ugrumov         | Dimitri Konyshev      |
| 1999  | Sergueï Ivanov       | Vassili Davidenko     | Dimitri Sedun         |
| 2000  | Sergueï Ivanov       | Pavel Tonkov          | Alexei Sivakov        |
| 2001  | Dimitri Konyshev     | Alexei Markov         | Denis Bodarenko       |
| 2002  | Oleg Grishkine       | Andrey Pchelkin       | Dimitri Gainitdinov   |
| 2003  | Alexandre Bazhenov   | Dimitri Dementiev     | Oleg Joukov           |
| 2004  | Alexandr Kolobnev    | Mikhail Timochine     | Andrey Pchelkin       |
| 2005  | Sergueï Ivanov       | Vladimir Gusev        | Andrey Pchelkin       |
| 2006  | Alexander Khatuntsev | Alexander Efimkin     | Evgueni Petrov        |
| 2007  | Vladislav Borisov    | Sergey Kolesnikov     | Yury Trofimov         |
| 2008  | Sergueï Ivanov       | Alexandre Bazhenov    | Roman Klimov          |
| 2009  | Sergueï Ivanov       | Yury Trofimov         | Egor Silin            |
| 2010  | Alexandr Kolobnev    | Vladimir Gusev        | Alexander Mironov     |
| 2011  | Pavel Brutt          | Eduard Vorganov       | Yury Trofimov         |
| 2012  | Eduard Vorganov      | Alexandr Kolobnev     | Pavel Brutt           |
| 2013  | Vladimir Isaychev    | Vladimir Gusev        | Andrey Solomennikov   |
| 2014  | Alexander Porsev     | Vladimir Gusev        | Artur Ershov          |
| 2015  | Yury Trofimov        | Pavel Brutt           | Sergueï Lagoutine     |
| 2016  | Pavel Kochetkov      | Maxim Belkov          | Sergueï Lagoutine     |
| 2017  | Alexander Porsev     | Artem Nych            | Sergey Shilov         |
| 2018  | Ivan Rovny           | Alexander Porsev      | Igor Frolov           |
| 2019  | Aleksandr Vlasov     | Igor Frolov           | Mikhail Fokin         |
| 2020  | Sergueï Shilov       | Igor Frolov           | Nikita Martynov       |
| 2021  | Artem Nych           | Ilnur Zakarin         | Ivan Rovny            |
| 2022  | Petr Rikunov         | Artem Nych            | Mamyr Stash           |
| 2023  | Andrei Stepanov      | Aleksandr Bereznyak   | Dmitri Puzanov        |
| 2024  | Petr Rikunov         | Ilia Shchegolkov      | Savva Novikov         |
| 2025  | Lev Gonov            | Andrei Stepanov       | Vlas Shichkin         |

Multi-titrés
- 6 : Sergueï Ivanov

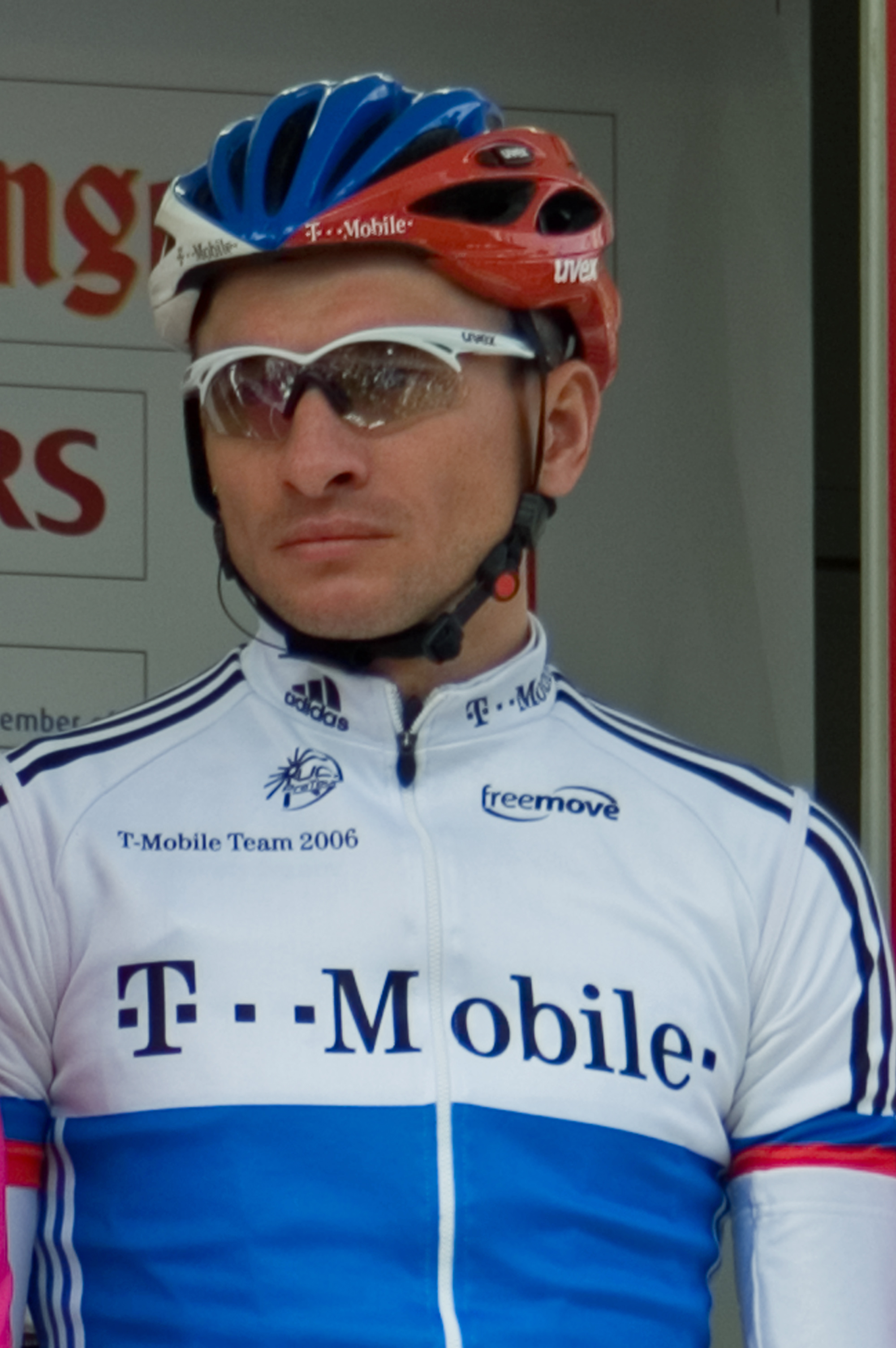
Sergueï Ivanov, revêtu du maillot de champion de Russie, en 2006

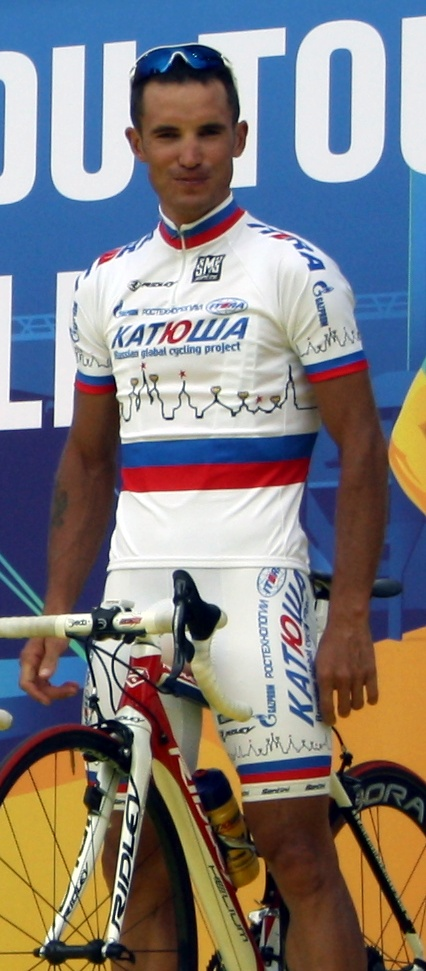
Alexandr Kolobnev, arborant son maillot de champion de Russie, lors de la présentation des équipes du Tour de France 2010

- 2 : Assiat Saitov, Dimitri Konyshev, Alexandr Kolobnev, Alexander Porsev

### Podiums du contre-la-montre
| Année | Vainqueur            | Deuxième           | Troisième              |
| ----- | -------------------- | ------------------ | ---------------------- |
| 1994  | Evgueni Berzin       | Evgueni Izboldin   | Igor Proutskih         |
| 1998  | Oleg Joukov          | Alexei Sivakov     | Edouard Gritsoun       |
| 1999  | Sergei Startchenkov  | Dmitry Semov       | Konstantine Gradoussov |
| 2000  | Evgueni Petrov       | Oleg Joukov        | Denis Menchov          |
| 2001  | Dimitri Semov        | Denis Bondarenko   | Andrei Zintchenko      |
| 2002  | Evgueni Petrov       | Dimitri Semov      | Vladimir Karpets       |
| 2003  | Vladimir Gusev       | Alexandre Bespalov | Vladislav Borisov      |
| 2004  | Alexandre Bespalov   | Oleg Zhukov        | Dimitri Semov          |
| 2005  | Vladimir Gusev       | Alexandre Bespalov | Vladislav Borisov      |
| 2006  | Alexandre Bespalov   | Alexei Belov       | Maxim Belkov           |
| 2007  | Vladimir Gusev       | Evgueni Petrov     | Alexandre Bespalov     |
| 2008  | Vladimir Gusev       | Timofey Kritskiy   | Vladimir Karpets       |
| 2009  | Artem Ovechkin       | Mikhail Ignatiev   | Maxim Belkov           |
| 2010  | Vladimir Gusev       | Mikhail Ignatiev   | Aleksandr Arekeev      |
| 2011  | Mikhail Ignatiev     | Vladimir Karpets   | Evgeny Sokolov         |
| 2012  | Denis Menchov        | Dmitriy Sokolov    | Valery Kaykov          |
| 2013  | Ilnur Zakarin        | Vladimir Gusev     | Artem Ovechkin         |
| 2014  | Anton Vorobyev       | Sergey Chernetskiy | Artem Ovechkin         |
| 2015  | Artem Ovechkin       | Sergey Nikolaev    | Pavel Brutt            |
| 2016  | Sergey Chernetskiy   | Pavel Brutt        | Maxim Belkov           |
| 2017  | Ilnur Zakarin        | Maxim Belkov       | Anton Vorobyev         |
| 2018  | Artem Ovechkin       | Pavel Sivakov      | Anton Vorobyev         |
| 2019  | Artem Ovechkin       | Anton Vorobyev     | Artem Nych             |
| 2020  | Artem Ovechkin       | Sergueï Shilov     | Victor Manakov         |
| 2021  | Aleksandr Vlasov     | Artem Ovechkin     | Vladislav Duyunov      |
| 2022  | Alexander Evtushenko | Petr Rikunov       | Victor Manakov         |
| 2023  | Petr Rikunov         | Lev Gonov          | Dmitriy Rozanov        |
| 2024  | Petr Rikunov         | Lev Gonov          | Ivan Menshov           |
| 2025  | Petr Rikunov         | Gleb Syritsa       | Andrei Belyanin        |

Multi-titrés
- 5 : Artem Ovechkin
- 4 : Vladimir Gusev
- 3 : Petr Rikunov

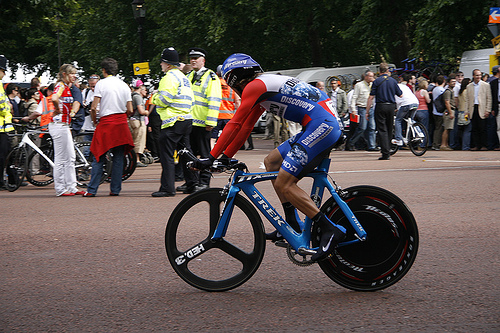
Vladimir Gusev, revêtu du maillot de champion de Russie du contre-la-montre, en 2007

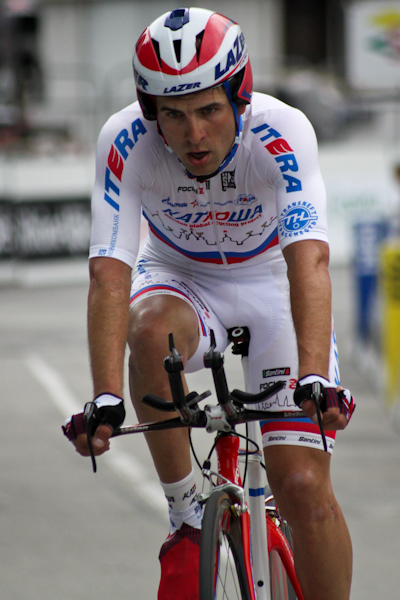
Vladimir Gusev, revêtu du maillot de champion de Russie du contre-la-montre, lors du Critérium du Dauphiné 2011

- 2 : Evgueni Petrov, Alexandre Bespalov, Ilnur Zakarin

### Podiums du critérium
| Année | Vainqueur           | Deuxième           | Troisième          |
| ----- | ------------------- | ------------------ | ------------------ |
| 2011  | Alexey Tsatevitch   | Maxim Pokidov      | Maksim Razumov     |
| 2012  | Igor Boev           | Roman Maikin       | Mamyr Stash        |
| 2013  | Maxim Pokidov       | Maksim Razumov     | Dmitry Samokhvalov |
| 2014  | Aleksandr Tretyakov | Konstantin Yakimov | Denis Borovik      |
| 2015  | Maksim Razumov      | Vladislav Kulikov  | Kirill Zyukin      |
| 2016  | Alexander Zhdanov   | Vladimir Ilchenko  | Aleksandr Komin    |
| 2024  | Savva Novikov       | Yauheni Karaliok   | Artemii Khomiakov  |
| 2025  | Petr Rikunov        | Anton Popov        | Artemii Khomiakov  |

### Podiums de la course de côte
| Année | Vainqueur          | Deuxième           | Troisième         |
| ----- | ------------------ | ------------------ | ----------------- |
| 2011  | Daniil Komkov      | Dmitry Samokhvalov | Sergey Nikolaev   |
| 2012  | Evgeny Bachyn      | Anton Samokhvalov  | Gennadi Tatarinov |
| 2013  | Anton Samokhvalov  | Dmitry Samokhvalov | Matvey Mamykin    |
| 2014  | Dmitry Samokhvalov | Alexander Zhdanov  | Anton Samokhvalov |
| 2015  | Nikolay Cherkasov  | Dmitry Samokhvalov | Igor Frolov       |
| 2016  | Igor Frolov        | Nikita Razumov     | Vladislav Duyunov |
| 2025  | Mikhail Viunoshev  | Nikita Shulchenko  | Sergey Kosarev    |

## Femmes

### Podiums de la course en ligne
| Année | Vainqueur             | Deuxième                 | Troisième                |
| ----- | --------------------- | ------------------------ | ------------------------ |
| 1993  | Gulnara Fatkúlina     | Svetlana Samokhvalova    | Nadejda Pachkova         |
| 1994  | Svetlana Samokhvalova | Svetlana Boubnenkova     | Olga Sokolova            |
| 1995  | Aleksandra Koliaseva  | Valentina Polkhanova     | Svetlana Samokhvalova    |
| 1996  | Svetlana Boubnenkova  | Zulfiya Zabirova         | Aleksandra Koliaseva     |
| 1997  | Tatjana Kaverina      | Oksana Tontcheva         | Valentina Gerasimova     |
| 1998  | Svetlana Samokhvalova | Tatjana Kaverina         | Svetlana Stepanova       |
| 1999  | Youlia Razenkova      | Valentina Gerasimova     | Olga Slyusareva          |
| 2000  | Svetlana Boubnenkova  | Zulfiya Zabirova         | Julia Martisova          |
| 2001  | Elena Tchalykh        | Svetlana Boubnenkova     | Svetlana Samokhvalova    |
| 2002  | Svetlana Boubnenkova  | Valentina Polkhanova     | Olga Slyusareva          |
| 2003  | Svetlana Boubnenkova  |                          |                          |
| 2005  | Julia Martisova       | Olga Slyusareva          | Svetlana Boubnenkova     |
| 2006  | Olga Slyusareva       | Tatiana Panina Shishkova | Elena Stramoysova        |
| 2007  | Natalia Boyarskaya    | Elena Gayun              | Elena Kuchinskaya        |
| 2008  | Julia Martisova       | Yulia Blindyuk           | Natalia Boyarskaya       |
| 2009  | Yulia Iliynikh        | Anna Evseeva             | Tatiana Panina Shishkova |
| 2010  | Tatiana Antoshina     | Julia Martisova          | Larisa Pankova           |
| 2011  | Aizhan Zhaparova      | Svetlana Boubnenkova     | Larisa Pankova           |
| 2012  | Yulia Blindyuk        | Anna Potokina            | Aizhan Zhaparova         |
| 2013  | Svetlana Boubnenkova  | Oxana Kozonchuk          | Aizhan Zhaparova         |
| 2014  | Tatiana Antoshina     | Aizhan Zhaparova         | Kseniya Dobrynina        |
| 2015  | Anna Potokina         | Anastasiia Ponetaikina   | Daria Egorova            |
| 2016  | Natalia Boyarskaya    | Viktoria Grishechko      | Oxana Kozonchuk          |
| 2017  | Anastasiia Iakovenko  | Karina Kasenova          | Svetlana Vasilieva       |
| 2018  | Margarita Syrodoeva   | Anna Potokina            | Elizaveta Oshurkova      |
| 2019  | Alexandra Goncharova  | Anna Potokina            | Irina Ivanova            |
| 2020  | Diana Klimova         | Natalia Studenikina      | Seda Krylova             |
| 2021  | Seda Krylova          | Daria Fomina             | Tamara Dronova           |
| 2022  | Tamara Dronova        | Ekatarina Golovastova    | Anastasia Pecherskikh    |
| 2023  | Tamara Dronova        | Valeria Valgonen         | Marina Uvarova           |
| 2024  | Tamara Dronova        | Valeria Valgonen         | Anastasia Bek            |

### Podiums du contre-la-montre
| Année | Vainqueur              | Deuxième               | Troisième              |
| ----- | ---------------------- | ---------------------- | ---------------------- |
| 1995  | Valentina Polkhanova   | Zulfiya Zabirova       | Svetlana Boubnenkova   |
| 1996  | Zulfiya Zabirova       | Gulnara Fatkúlina      | Natalia Bubentschikova |
| 1997  | Zulfiya Zabirova       | Valentina Polkhanova   | Valentina Gerasimova   |
| 1998  | Zulfiya Zabirova       | Svetlana Samokhvalova  | Valentina Gerasimova   |
| 1999  | Zulfiya Zabirova       | Valentina Polkhanova   | Elena Tchalykh         |
| 2000  | Zulfiya Zabirova       | Olga Slyusareva        | Valentina Polkhanova   |
| 2001  | Olga Slyusareva        | Elena Tchalykh         | Svetlana Ivakhovenkova |
| 2002  | Zulfiya Zabirova       | Olga Slyusareva        | Svetlana Boubnenkova   |
| 2005  | Svetlana Boubnenkova   | Olga Slyusareva        | Tatiana Antoshina      |
| 2006  | Olga Slyusareva        | Svetlana Boubnenkova   | Tatiana Antoshina      |
| 2007  | Tatiana Antoshina      | Alexandra Bourchenkova | Julia Martisova        |
| 2008  | Elena Tchalykh         | Tatiana Antoshina      | Natalia Boyarskaya     |
| 2010  | Tatiana Antoshina      | Olga Zabelinskaïa      | Viktoriya Kondel       |
| 2011  | Alexandra Bourchenkova | Olga Zabelinskaïa      | Tatiana Antoshina      |
| 2012  | Olga Zabelinskaïa      | Natalia Boyarskaya     | Tatiana Antoshina      |
| 2013  | Tatiana Antoshina      | Kseniya Dobrynina      | Alexandra Bourchenkova |
| 2014  | Tatiana Antoshina      | Kseniya Dobrynina      | Irina Molicheva        |
| 2015  | Tatiana Antoshina      | Natalia Boyarskaya     | Tamara Balabolina      |
| 2016  | Tatiana Antoshina      | Natalia Boyarskaya     | Anastasiia Iakovenko   |
| 2017  | Kseniia Tsymbalyuk     | Anastasiia Pliaskina   | Margarita Syrodoeva    |
| 2018  | Olga Zabelinskaïa      | Kseniia Tsymbalyuk     | Maria Novolodskaya     |
| 2019  | Anastasiia Pliaskina   | Elizaveta Oshurkova    | Kseniya Dobrynina      |
| 2020  | Elizaveta Oshurkova    | Maria Novolodskaya     | Tamara Dronova         |
| 2021  | Tamara Dronova         | Natalia Studenikina    | Tatiana Antoshina      |
| 2022  | Tamara Dronova         | Tatiana Antoshina      | Diana Klimova          |
| 2023  | Tamara Dronova         | Daria Buneeva          | Maria Novolodskaya     |
| 2024  | Tamara Dronova         | Daria Buneeva          | Tatiana Antoshina      |

- Note : en 2007, Svetlana Boubnenkova initialement deuxième a été déclassée pour dopage.

## Espoirs Hommes

### Podiums de la course en ligne
| Année | Vainqueur              | Deuxième              | Troisième          |
| ----- | ---------------------- | --------------------- | ------------------ |
| 2001  | Mikhail Timochine      | Vladimir Gusev        | Alexandr Kolobnev  |
| 2002  | Aleksandr Bajenov      |                       |                    |
| 2003  | ?                      | ?                     | ?                  |
| 2004  | Boris Shpilevsky       | Dmitry Kozontchuk     | Ivan Shchegolev    |
| 2005  | Alexander Mironov      | Evgeny Popov          | Yuri Trofimov      |
| 2006  | Evgueni Sokolov        |                       |                    |
| 2007  | ?                      | ?                     | ?                  |
| 2008  | Sergey Valynin         | Dmytro Kosyakov       | Sergey Shcherbakov |
| 2009  | Andrey Solomennikov    | Alexander Serebryakov | Egor Silin         |
| 2010  | Nikita Novikov         | Matvey Zubov          | Valery Kaykov      |
| 2011  | Viatcheslav Kouznetsov | Matvey Zubov          | Maksim Razumov     |
| 2012  | Anton Vorobyev         | Konstantin Kuperasov  | Mikhail Akimov     |
| 2013  | Roman Katyrin          | Artur Shaymuratov     | Gennadi Tatarinov  |
| 2014  | Ivan Savitskiy         | Alexander Grigoriev   | Artem Nych         |
| 2015  | Artem Nych             | Nikolay Cherkasov     | Aydar Zakarin      |
| 2016  | Artem Nych             | Pavel Sivakov         | Sergey Rozin       |
| 2017  | Petr Rikunov           | Alexandr Kulikovskiy  | Alexander Lobanov  |
| 2018  | Aleksandr Vlasov       | Petr Rikunov          | Anton Popov        |
| 2019  | Valerii Fatkullin      | Igor Sidorov          | Grigory Sharov     |
| 2020  | ?                      | ?                     | ?                  |
| 2021  | Andrei Stepanov        | Bogdan Gansevich      | Anton Popov        |
| 2022  | Denis Savelyev         | Sergey Belyakov       | Artem Gomozkov     |

Multi-titrés
- 2 : Artem Nych

### Podiums du contre-la-montre
| Année     | Vainqueur            | Deuxième             | Troisième          |
| --------- | -------------------- | -------------------- | ------------------ |
| 2000      | Evgueni Petrov       |                      |                    |
| 2001      | Alexandre Bespalov   |                      |                    |
| 2002-2003 | ?                    | ?                    | ?                  |
| 2004      | Alexey Esin          | Stanislav Belov      | Maxim Belkov       |
| 2005      | Maxim Belkov         |                      |                    |
| 2006      | Maxim Belkov         | Alexandre Lebedev    | Alexander Filippov |
| 2007      | Dmitriy Sokolov      | Maxim Belkov         | Daniil Komkov      |
| 2008      | Dmitriy Sokolov      | Artem Ovechkin       | Alexander Porsev   |
| 2009      | Timofey Kritskiy     | Dmitriy Sokolov      | Nikita Novikov     |
| 2010      | Valery Kaykov        | Ievgueni Kovalev     | Nikita Novikov     |
| 2011      | Anton Vorobyev       | Artur Ershov         | Maxim Pokidov      |
| 2012      | Anton Vorobyev       | Konstantin Kuperasov | Mikhail Akimov     |
| 2013      | Alexander Evtushenko | Viktor Manakov       | Evgeny Zverkov     |
| 2014      | Alexander Evtushenko | Roman Kustadinchev   | Kirill Yatsevich   |
| 2015      | Alexander Evtushenko | Ivan Lutsenko        | Nikolay Cherkasov  |
| 2016      | Matvey Mamykin       | Artem Nych           | Vladislav Duiunov  |
| 2017      | Petr Rikunov         | Nikolay Cherkasov    | Stepan Kurianov    |
| 2018      | Petr Rikunov         | Vladislav Kulikov    | Aleksandr Vlasov   |
| 2019      | Andrei Stepanov      | Evgeny Kazanov       | Mikhail Fokin      |
| 2020      | ?                    | ?                    | ?                  |
| 2021      | Konstantin Nekrasov  | Andrei Stepanov      | Sergey Belyakov    |
| 2022      | Kirill Kapustin      | Alexander Bereznyak  | Artem Gomozkov     |

Multi-titrés
- 3 : Alexander Evtushenko
- 2 : Maxim Belkov, Dmitriy Sokolov, Anton Vorobyev, Petr Rikunov

## Juniors Hommes

### Podiums de la course en ligne
| Année     | Vainqueur           | Deuxième            | Troisième           |
| --------- | ------------------- | ------------------- | ------------------- |
| 2005      | Andrey Solomennikov |                     |                     |
| 2006-2007 | ?                   | ?                   | ?                   |
| 2008      | Denis Lozinskiy     |                     |                     |
| 2009      | Kiril Yatsevich     | Matvey Zubov        | Gennadi Tatarinov   |
| 2010      | Kiril Yatsevich     | Mikhail Akimov      | Alexander Matrosov  |
| 2011      | Ildar Arslanov      | Alexander Mazhechev |                     |
| 2012      | Ildar Arslanov      | Dmitri Strakhov     | Igor Minchenko      |
| 2013      | Igor Kuznetsov      | Petr Voevodin       | Aleksei Vasliev     |
| 2014      | Petr Rikunov        | Stepan Kourianov    | Alexander Martyshev |
| 2015      | Aleksandr Borisov   | Denis Nekrasov      | Dmitry Markov       |
| 2016      | Vladislav Stepanov  | Anton Popov         | Aleksandr Bondarev  |
| 2017      | ?                   | ?                   | ?                   |
| 2018      | Yuri Butrekhin      | Anton Vtyurin       | Nikita Strelkov     |
| 2019      | Maksim Kulakov      | Yakov Mirolyubov    | Nikita Strelkov     |
| 2020-2021 | ?                   | ?                   | ?                   |
| 2022      | Ivan Blokhin        | Ilya Sannikov       | Andrey Romanov      |

Multi-titrés
- 2 : Kiril Yatsevich, Ildar Arslanov

### Podiums du contre-la-montre
| Année     | Vainqueur         | Deuxième            | Troisième         |
| --------- | ----------------- | ------------------- | ----------------- |
| 2011      | Roman Ivlev       | Aleksey Ryabkin     | Sergey Temnenko   |
| 2012      | Ildar Arslanov    | Alexandr Stepanov   | Artem Nych        |
| 2013      | Nikolay Cherkasov | Vladimir Ilchenko   | Evgeny Kobernyak  |
| 2014      | Nikolay Ilichev   | Andrey Prostokishin | Vladimir Ilchenko |
| 2015      | Pavel Sivakov     | Sergey Rostovtsev   | Aynur Galeev      |
| 2016      | Stanislav Koniaev | Aynur Galeev        | Nikita Shcherbun  |
| 2017      | ?                 | ?                   | ?                 |
| 2018      | Nikolay Potekalo  | Yuri Butrekhin      | Daniil Balanev    |
| 2019      | Yuri Butrekhin    | Iakov Gusev         | Lev Laushkin      |
| 2020-2021 | ?                 | ?                   | ?                 |
| 2022      | Andrey Belyanin   | Daniil Maltsev      |                   |